# 卡罗尔·杰维茨基
卡罗尔·杰维茨基（Karol Drzewiecki，波蘭語發音：[ˈkarɔl dʐɛˈvjɛtskʲi]，1995年11月1日—），波兰男子网球运动员，目前主攻双打。截至2024年赛季末，杰维茨基在ATP挑战巡回赛和ITF男子世界网球巡回赛各有11个双打冠军。
在2025年澳大利亚网球公开赛男子双打比赛，他与印度选手安尼鲁德·钱德拉塞卡尔搭档替补进入正赛，首轮负于另外一对替补选手達米爾·德祖赫和彼得罗斯·齐齐帕斯。